# Thongwa Dönden
Thongwa Dönden (1416-1453) was de zesde gyalwa karmapa, hoofd van de kagyüschool van het Tibetaans boeddhisme.
Thongwa Dönden werd in Ngomto Shakyam bij Karma Gon in Kham geboren. Hij werd bij zijn eerste bezoek aan de Karma Gon erkend en ging op achtjarige leeftijd naar het klooster om door de derde shamarpa te worden opgeleid.
De kagyülinie had zich in die periode voornamelijk beziggehouden met meditatie en minder belang gehecht aan gebeden en rituelen. Thongwa Dönden heeft daarom veel gebeden geschreven en rituelen ingesteld. Hij heeft zich ook beziggehouden met het drukken en kopiëren van boeddhistische geschriften en het opzetten van een boeddhistische universiteit. Tevens versterkte hij de kagyüschool door de opname van de Shangpa en de Shijay linie en het in overeenstemming brengen van de verschillende leren.